# Episodi di Veronica Mars (prima stagione)
La prima stagione della serie televisiva Veronica Mars è composta da 22 episodi ed è stata trasmessa da UPN dal 22 settembre 2004 al 10 maggio 2005.
In Italia è stata trasmessa su Italia 1 dal 12 aprile 2006 all'8 giugno 2006.
| nº | Titolo originale             | Titolo italiano                | Prima TV USA      | Prima TV Italia |
| -- | ---------------------------- | ------------------------------ | ----------------- | --------------- |
| 1  | Pilot                        | Benvenuti a Neptune            | 22 settembre 2004 | 12 aprile 2006  |
| 2  | Credit where credit's due    | Questione di fiducia           | 28 settembre 2004 | 12 aprile 2006  |
| 3  | Meet John Smith              | Julia e John                   | 12 ottobre 2004   | 12 aprile 2006  |
| 4  | The wrath of con             | Un nuovo ragazzo               | 19 ottobre 2004   | 18 aprile 2006  |
| 5  | You think you know somebody  | Il segreto di Troy             | 26 ottobre 2004   | 18 aprile 2006  |
| 6  | Return of the Kane           | Il nuovo presidente            | 2 novembre 2004   | 18 aprile 2006  |
| 7  | The girl next door           | La ragazza della porta accanto | 9 novembre 2004   | 26 aprile 2006  |
| 8  | Like a virgin                | Come una vergine               | 23 novembre 2004  | 26 aprile 2006  |
| 9  | Drinking the kool-aid        | Abbaglio                       | 30 novembre 2004  | 26 aprile 2006  |
| 10 | An Echolls family Christmas  | Il figlio del maggiordomo      | 14 dicembre 2004  | 3 maggio 2006   |
| 11 | Silence of the Lamb          | La verità                      | 4 gennaio 2005    | 3 maggio 2006   |
| 12 | Clash of the tritons         | Il giorno dei tritoni          | 11 gennaio 2005   | 3 maggio 2006   |
| 13 | Lord of the bling            | Il signore dell'anello         | 8 febbraio 2005   | 10 maggio 2006  |
| 14 | Mars Vs. Mars                | Mars contro Mars               | 15 febbraio 2005  | 10 maggio 2006  |
| 15 | Ruskie business              | La sposa russa                 | 22 febbraio 2005  | 10 maggio 2006  |
| 16 | Betty and Veronica           | Il vero padre                  | 29 marzo 2005     | 17 maggio 2006  |
| 17 | Kanes and Abel's             | Il mistero dei Kane            | 5 aprile 2005     | 24 maggio 2006  |
| 18 | Weapons of class destruction | Allarme bomba                  | 12 aprile 2005    | 31 maggio 2006  |
| 19 | Hot dogs                     | Cani di razza                  | 19 aprile 2005    | 5 giugno 2006   |
| 20 | M.A.D.                       | Padre innamorato               | 26 aprile 2005    | 6 giugno 2006   |
| 21 | A trip to the dentist        | Visita dal dentista            | 3 maggio 2005     | 7 giugno 2006   |
| 22 | Leave it to Beaver           | La confessione                 | 10 maggio 2005    | 8 giugno 2006   |

## Benvenuti a Neptune
- Titolo originale: Pilot
- Diretto da: Mark Piznarski
- Scritto da: Rob Thomas

### Trama
Veronica comincia il suo anno da Junior alla Neptune High aiutando Wallace Fennel, un nuovo arrivato, a liberarsi dall'asta della bandiera alla quale era stato appeso. Come lei lo ha aiutato, così Wallace decide di aiutare i PCH a tirarsi fuori dai guai e risolve un caso per il padre di Veronica. 
Nel frattempo vengono mostrati dei flashback che presentano come la migliore amica di Veronica, Lilly Kane, sia stata uccisa e come Veronica stessa abbia scoperto di essere stata drogata e stuprata qualche mese dopo l'assassinio durante una festa. Veronica scopre inoltre che sua madre, Lianne Mars, si trovava al Camelot Motel con Jake Kane, padre di Lilly e Duncan Kane, durante l'omicidio di Lilly e che suo padre Keith sta ancora investigano sull'omicidio dell'amica di sua figlia.
- Da notare come in questo episodio vengano introdotti tutti i principali personaggi della serie, inclusi Duncan Kane, Logan Echolls, Eli "Weevil" Navarro, Wallace Fennel, Keith Mars e la stessa Veronica.
- Guest star: Amanda Seyfried (Lilly Kane), Michael Muhney (Sceriffo Lamb), Corinne Bohrer (Lianne Mars), Lisa Thornhill (Celeste Kane), Kyle Secor (Jake Kane)

## Questione di fiducia
- Titolo originale: Credit where credit's due
- Diretto da: Mark Piznarski
- Scritto da: Rob Thomas

### Trama
Quando Weevil viene accusato di falsificare carte di credito, Veronica cerca di provare l'innocenza del ragazzo. Inoltre Veronica comincia a frequentare la classe di giornalismo della Sig.ina Dent che la porta in una automobile scomoda con Duncan. Veronica continuerà nella carriera giornalistica nell'intera serie.
Riguardo all'omicidio di Lilly, Veronica scopre che la ragazza ha preso una multa due ore dopo il momento in cui si supponeva fosse stata uccisa. 
Troy Vandegraff arriva in città. 
- Guest star: Paris Hilton (Catlin Ford)
- Altri interpreti: Amanda Seyfried (Lilly Kane), Michael Muhney (Don Lamb), Kyle Secor (Jake Kane), Aaron Ashmore (Troy Vandegraff), Wilmer Calderon (Chardo Navarro), Irene Olga Lopez (Leticia Navarro), Daran Norris (Cliff McCormack)

## Julia e John
- Titolo originale: Meet John Smith
- Diretto da: Harry Winer
- Scritto da: Jed Seidel

### Trama
Un compagno di Veronica, per prenderla in giro, la assume allo scopo di ritrovare il padre ufficialmente morto ma la cosa prenderà una piega inaspettata.
Per la prima volta Veronica accetta un invito a uscire da parte di Troy, ma, dopo una bella serata insieme, evita di baciarlo.
Duncan intanto smette di prendere gli antidepressivi: dopo aver visto Veronica baciare Troy a scuola, si lancia dalle gradinate dello stadio. Veronica si precipita ad aiutarlo e lo porta in ospedale.
In seguito Duncan ha anche delle allucinazioni riguardo a Lilly...decide così di riprendere con la terapia antidepressiva.
Veronica, dopo essersi recata in Arizona alla ricerca della madre e aver scoperto che questa è partita di nuovo per non essere trovata dal sig. Mars, va sotto casa di Troy e lo chiama.
- Guest star: Amanda Seyfried (Lilly Kane), Melissa Leo (Julia Smith), Darline Ann Harris (Delores), Bobby Edner (Justin Smith), Alison MacInnis (Shelly)
- Altri interpreti: Aaron Ashmore (Troy Vandegraff)

## Un nuovo ragazzo
- Titolo originale: The wrath of con
- Diretto da: Michael Fields
- Scritto da: Diane Ruggiero

### Trama
Veronica aiuta la nuova ragazza di Wallace che è stata truffata. La ragazza arriva a due universitari amanti della tecnologia. Intanto Logan fa un video per celebrare l'anniversario di morte di Lily.
- Altri interpreti: Aaron Ashmore (Troy Vandegraff), Lisa Thornhill (Celeste Kane), Amanda Seyfried (Lilly Kane), Kyle Secor (Jake Kane), Robert Baker (Liam)

## Il segreto di Troy
- Titolo originale: You think you know somebody
- Diretto da: Nick Gomez
- Scritto da: Dayna Lynne North

### Trama
Troy si trova in Messico con Logan e un altro ragazzo (Luke) quando gli viene rubata la macchina. Implora Veronica di aiutarlo altrimenti il padre lo allontanerà dalla città. Veronica indaga scoprendo che il terzo ragazzo aveva messo una partita di steroidi in macchina. Intanto fa delle indagini anche sulla nuova fidanzata del padre scoprendo cose poco piacevoli. Per renderle pan per focaccia, Keith indaga su Troy, e Veronica non scoprirà nulla di buono.
- Altri interpreti: Aaron Ashmore (Troy Vandegraff), Sam Huntington (Luke), Corinne Bohrer (Lianne Mars)

## Il nuovo presidente
- Titolo originale: Return of the Kane
- Diretto da: Sarah Pia Anderson
- Scritto da: Phil Klemmer e Rob Thomas

### Trama
Logan e Jake candidano Duncan a presidente degli studenti. Quando il ragazzo vince a scapito di Wanda, la candidata che ha promesso di abolire i privilegi dei ricchi una volta presidente, e che è così diventata la favorita, Veronica scopre imbrogli elettorali. Alcuni indizi intanto portano la ragazza a credere nell'innocenza di Abel Kuntz, dipendente della Kane Software condannato per l'omicidio di Lilly.
- Altri interpreti: Lisa Rinna (Lynn Echolls), Amanda Seyfried (Lilly Kane), Harry Hamlin (Aaron Echolls), Kyle Secor (Jake Kane), Amanda Noret (Madison Sinclair), Ryan Hansen (Dick Casablancas), Brandon Hillock (Agente Sacks), Duane Daniels (Vicepreside Clemmons), Jane Lynch (Mrs. Donaldson)

## La ragazza della porta accanto
- Titolo originale: The girl next door
- Diretto da: Nick Marck
- Scritto da: Jed Seidel e Diane Ruggiero

### Trama
Veronica indaga sulla scomparsa di una vicina di casa, Sarah. Sospetta inizialmente del fidanzato con cui litigava continuamente ma porterà alla luce un dramma familiare ben peggiore.
Weevil e Logan vengono intanto messi in punizione per una bravata combinata insieme (e per cui Weevil ha rischiato l'espulsione): mentre scontano la loro punizione Logan vede che Weevil ha tatuato il nome di Lilly sul braccio. Weevil dice però che è il nome della sua sorellina
Nel frattempo a scuola scopre che sua madre, Lianne, e Jake Kane, erano al liceo la coppia perfetta.
- Guest star: Jessica Chastain (Sarah)
- Altri interpreti: Amanda Seyfried (Lilly Kane)

## Come una vergine
- Titolo originale: Like a virgin
- Diretto da: Guy Norman Bee
- Scritto da: Aury Wallington

### Trama
La moda del momento è il "test di purezza" da fare su un sito web .Inoltre per pochi dollari da un altro sito si può acquistare il test di altre persone. Qualcuno però ha rubato l'account di Veronica e compilato il test in modo da farla passare per una poco di buono. Veronica si fa aiutare da una ragazza appassionata di informatica e hacker in erba, Cindy " Mac " Mackenzie. Intanto Veronica va a trovare Abel Koontz nella prigione di massima sicurezza: questi le dice che assomiglia al suo VERO padre, che sarebbe secondo lui Jake Kane.
Intanto Keith Mars aiuta Wallace e sua madre a liberarsi del loro inquilino che non vuole pagare l'affitto.
- Guest star: Christian Clemenson (Abel Koontz), Anastasia Baranova (Lizzie)
- Altri interpreti: Daran Norris (Cliff McCormack), Alona Tal (Meg), Tina Majorino (Mac), Erica Gimpel (Alicia Fennel)

## Abbaglio
- Titolo originale: Drinking the kool-aid
- Diretto da: Marcos Siega
- Scritto da: Russell Smith e Rob Thomas

### Trama
I genitori di Casey, un compagno arrogante di Veronica, assumono Keith Mars per indagare sul figlio che ha uno strano comportamento e che credono sia entrato in una setta. Veronica scopre dalla ex fidanzata di Casey che il ragazzo ha stretto amicizia con la professoressa Mills. La Mills insieme al compagno ha infatti creato una comunità "Hippie" che vive in una fattoria fuori città. Veronica, infiltratasi nella setta, capisce i benefici che sta avendo su Casey e informa il padre. Keith, parlando con i genitori, scopre che il ragazzo erediterà più di 80 milioni di dollari alla morte, ormai prossima, della nonna. Dopo pochi giorni infatti la nonna muore e lascia l'eredità al nipote che viene rapito dai suoi genitori al termine del funerale. Il giorno seguente Casey si presenta a scuola con una nuova auto dimenticandosi della comunità della quale aveva fatto parte.
Intanto Veronica preleva un campione di sangue di Keith e lo invia a dei laboratori che fanno il test di paternità: una volta arrivati i risultati, però, decide di non leggere la lettera e la distrugge con il tritadocumenti.
- Guest star: Kevin Sheridan (Sean Freedrik), Travis Schuldt (Connor Larkin)
- Altri interpreti: Lisa Rinna (Lynn Echolls), Lisa Thornhill (Celeste Kane), Harry Hamlin (Aaron Echolls), Kyle Secor (Jake Kane)

## Il figlio del maggiordomo
- Titolo originale: An Echolls family Christmas
- Diretto da: Nick Marck
- Scritto da: Diane Ruggiero

### Trama
Veronica viene assunta da Logan per indagare su chi ha rubato i soldi del poker. Gli altri giocatori sono Duncan, Weevel e due ragazzi ricchi (un attore e un giovane viziato). Intanto Aaron Echolls è preoccupato dopo aver ricevuto lettere di minaccia ma non ascolta Keith che gli consiglia di annullare la festa natalizia di casa Echolls. Veronica durante la festa parla con Jake Kane, che nega di saperne qualcosa delle foto fatte a Veronica o della partenza di sua madre; tornati in sala tuttavia Veronica vede Jake litigare con Celeste.
Alla fine della festa Aaron viene ferito dall'autore delle lettere minatorie.
- Altri interpreti: Lisa Rinna (Lynn Echolls), Lisa Thornhill (Celeste Kane), Travis Schuldt (Connor Larkin), Harry Hamlin (Aaron Echolls), Kyle Secor (Jake Kane)

## La verità
- Titolo originale: Silence of the Lamb
- Diretto da: John Kretchmer
- Scritto da: Jed Seidel e Dayna Lynne North

### Trama
Veronica ha trovato una nuova fonte di reddito: indagare sui genitori dei compagni. Ma così facendo scopre che Mac e Madison Sinclair, una ragazza ricca e antipatica, sono state scambiate alla nascita. Poi grazie all'agente Leo D'Amato, riesce ad ottenere le registrazioni degli interrogatori sul caso di Lily, scoprendo anche chi ha accusato Abel Koontz. Ma Leo viene sospeso perché lo sceriffo trova aperta la stanza delle registrazioni degli interrogatori durante il suo turno. Le versioni di Jake e Celeste Kane hanno qualcosa che non va.
Intanto Keith torna temporaneamente a lavorare nell'ufficio dello sceriffo per catturare un killer di giovani donne.
- Altri interpreti: Tina Majorino (Mac), Michael Muhney (Sceriffo Lamb), Max Greenfield (Agente Leo), Christopher B. Duncan (Clarence Wiedman), Carlie Westerman (Lauren Sinclair)

## Il giorno dei tritoni
- Titolo originale: Clash of the tritons
- Diretto da: David Barrett
- Scritto da: Philip Klemmer e Aury Wallington

### Trama
Un ragazzo finisce in coma per intossicazione acuta da alcol. Il suo miglior amico accusa Veronica di avergli venduto i documenti falsi per procurarsi gli alcolici. Ma dietro potrebbe esserci un'organizzazione segreta, i Tritoni, a cui appartiene anche Duncan. Veronica indaga e ovviamente scopre il colpevole. Intanto Veronica, piazzando una telecamera nell'ufficio della consulente degli studenti, scopre che Weevel e Lilly avevano avuto una relazione, e che Duncan prende dei farmaci.
Aaron intanto chiede a Keith di indagare su chi potrebbe essere a fornire ai giornali il materiale per gli scandali pubblicati riguardo ai suoi tradimenti: è proprio Lynn, la moglie di Aaron.
Quando Aaron lo scopre si arrabbia moltissimo, e Lynn se ne va in macchina dalla scuola.
L'episodio si chiude con la macchina rossa di Lynn abbandonata su un ponte: vengono chiamati i soccorsi per un possibile suicidio della madre di Logan.

## Il signore dell'anello
- Titolo originale: Lord of the bling
- Diretto da: Steve Gomer
- Scritto da: John Enbom

### Trama
Una rockstar chiede a Keith di ritrovare la figlia scomparsa, Yolanda, ex amica di Veronica e Lily finché Veronica non l'aveva vista baciare Logan. La rockstar ha molti nemici e questo complica le indagini. Intanto Logan non crede nella morte della madre, e ritiene che sia scappata da Aaron; così chiede a Veronica di indagare.
- Guest star: Anthony Anderson (Percy "Bone" Hamilton), Amanda Seyfried (Lilly Kane), Jowharah Jones (Yolanda Hamilton), Jermaine Williams (Bryce Hamilton), Bruce Nozick (Sam Bloom), Shari Headley (Vanessa Hamilton), Sam Sarpong (Dime Bag), Harry Hamlin (Aaron Echolls), Ryan Hansen (Dick Casablancas), Monique Coleman (Gabrielle Pollard)

## Mars contro Mars
- Titolo originale: Mars Vs. Mars
- Diretto da: Marcos Siega
- Scritto da: Jed Seidel, Diane Ruggiero e Rob Thomas

### Trama
Veronica indaga su più fronti in questo episodio. Il suo professore preferito è stato accusato di molestie sessuali da una ragazza della sua classe, Carrie Bishop, e Veronica vuole discolparlo; ma Keith è stato ingaggiato dai genitori di Carrie per fare licenziare il professore. Veronica fa in modo che il prof non venga licenziato, trovando una delle incongruenze tra il diario di Carrie e una gara a cui ha partecipato. Ma poi scopre che non era lei la ragazza con cui il professore aveva avuto una storia, ma che era la migliore amica di Carrie, e che era incinta. Logan invece vuole provare che la madre è ancora viva: non appena Veronica ha visto un filmato che proverebbe il suicidio riceve un sms dalla banca che le riferisce che qualcuno ha usato la carta di credito di Lynn per pagare una stanza d'albergo. Arrivati sul posto scoprono che è Trina ad usare le carte di credito della madre.Logan è distrutto e Veronica lo consola. Duncan soffre di una misteriosa malattia che lo lega all'omicidio di Lily.
- Guest star: Leighton Meester (Carrie Bishop)

## La sposa russa
- Titolo originale: Ruskie business
- Diretto da: Guy Norman Bee
- Scritto da: Phil Klemmer e John Enbom

### Trama
Una donna russa vuole trovare il fidanzato scomparso conosciuto per corrispondenza, e Veronica indaga su questo caso, ma Keith scopre che in realtà non si tratta di un amore perduto, ma di qualcosa di molto peggio.. Intanto Meg ha un misterioso ammiratore e Veronica scopre con disappunto che è Duncan. Intanto le carte di credito della madre di Logan danno risultati ma è Triina, la sorella adottiva di Logan, a usarle.
Inoltre Veronica continua a ricevere telefonate anonime: alla sera del ballo di primavera (a cui è andata con Leo), Veronica scopre che a chiamarla è una "donna bionda da un locale pubblico".
Si precipita al locale e ci trova sua madre, che però cerca di scappare perché ha paura che alla figlia venga fatto del male.
Veronica cerca di rassicurarla quando vede nel locale il capo della sicurezza della Kane Software che le osserva e se ne va.

## Il vero padre
- Titolo originale: Betty and Veronica
- Diretto da: Michael Fields
- Scritto da: Diane Ruggiero

### Trama
Veronica utilizza tutti i suoi risparmi per far ricoverare la madre alcolizzata. Intanto la squadra di basket di Neptune si appresta ad un'importante partita con una squadra rivale ma il furto di entrambe le mascotte fa salire la tensione alle stelle. Il preside chiede aiuto a Veronica per ritrovare Polly, la mascotte del liceo Neptune. Veronica si introduce nella scuola rivale fingendosi una nuova studentessa; Weevil intanto accetta scommesse sulla partita.

## Il mistero dei Kane
- Titolo originale: Kanes and Abel's
- Diretto da: Nick Marck
- Scritto da: Carolyn Murray

### Trama
Sabrina Fuller potrebbe avere una borsa di studio ma sta per avere un esaurimento nervoso per via dei continui rumori molesti di cui è vittima. Veronica l'aiuta mentre cerca di convincere Amelia DeLongrpre a testimoniare a favore del padre Abel Koontz. Keith è all'oscuro di tutto questo finché Clarence Whidman non cerca di entrare in casa Mars per cercare Amelia. Ma Whidman riesce a convincere Amelia ad andarsene riferendole dell'imminente morte di Abel. Intanto Veronica parla con Logan dell'epilessia di Duncan, e lui le racconta che la settimana che Duncan e Veronica si sono lasciati ha avuto un episodio e è saltato al collo del padre Jake, ma la mattina dopo non ricordava nulla.

## Allarme bomba
- Titolo originale: Weapons of class destruction
- Diretto da: John T. Kretchmer
- Scritto da: Jed Seidel

### Trama
Un allarme bomba minaccia il liceo di Neptune. Veronica sospetta di un suo spasimante (Norris) e del nuovo arrivato che si rivela essere un agente federale pronto a tutto, anche a barare, pur di portare a termine la sua missione. Quando il nuovo compagno sale nella macchina di Veronica, che lo sta spiando, che è al telefono con Logan, questo, pensando che il ragazzo voglia far del male a Veronica, si precipita a salvarla. Usciti dal motel Logan e Veronica si baciano, e poi Veronica scappa. Inoltre, Keith dice a Veronica che lui e Alicia, la madre di Wallace, intendono frequentarsi: quando Veronica riferisce a Wallace che sua madre è in riabilitazione e intende tornare, lui si arrabbia. Meg, così per parlare, chiede a Veronica come si fa a sparire. Le risposte saranno utilizzate da Duncan che teme di aver ucciso la sorella.

## Cani di razza
- Titolo originale: Hot dogs
- Diretto da: Nick Marck
- Scritto da: Dayna Lynne North

### Trama
Mandy chiede aiuto a Veronica quando il suo cane scompare. Veronica scopre che c'è qualcuno che ruba i cani per poi restituirli dietro ricompensa. La sera stessa in cui Veronica dice a Weevil che sta per trovare l'assassino di Lilly lui viene trovato nella camera di Lilly in casa Kane, e viene arrestato. Inoltre Veronica deve chiudere la storia con Leo dopo gli sviluppi con Logan: Logan le dice infatti, dopo aver anche scoperto della relazione tra Weevil e Lilly, di essere pronto per andare avanti, e la bacia di nuovo. Intanto Triina viene picchiata dal fidanzato ma Aaron avrà la sua vendetta.

## Padre innamorato
- Titolo originale: M.A.D.
- Diretto da: John T. Kretchmer
- Scritto da: Phil Klemmer e John Enbom

### Trama
Una giovane coppia del liceo di Neptune sta rompendo il loro rapporto, Carmen è stanca del fidanzato Todd ma questo la ricatta con un video compromettente. Carmen chiede a Veronica di rubare il cellulare del compagno per cancellare il video; ma il video potrebbe essere trasmesso su internet, così Veronica prepara un controricatto. Intanto Keith cerca di rintracciare Duncan.
Veronica invece si incontra (sempre di nascosto) con Logan, finché non scopre che è stato lui a dare al ragazzo di Carmen le pillole con cui l'ha drogata la sera in cui ha girato il video. La sera è la stessa in cui Veronica è stata violentata ad una festa.
Veronica non si presenta così all'appuntamento con Logan.
Clarence Widman inoltre chiede ad Alicia di smettere di vedere Keith se non vuole avere problemi con la compagnia, riferendole che ha ritrovato in una pianta, consegnata da Wallace, una microspia.

## Visita dal dentista
- Titolo originale: A trip to the dentist
- Diretto da: Marcos Siega
- Scritto da: Diane Ruggiero

### Trama
Veronica indaga sull'aggressione sessuale che subì l'anno prima alla festa di Shelly Pomroy. I primi sospetti cadono su Logan, poi sui fratelli Casablancas, fino a quando non scopre che fu un rapporto "consensuale" con Duncan che confessa di amarla ancora e di aver rinunciato a lei credendola sua sorella.
Alicia litiga con Keith perché Veronica ha coinvolto Wallace nello spiare Clarence Widman e accusandolo di trattare la figlia come una quarantenne.
A Las Vegas Keith cerca la sig.na Collins, la prostituta che era con Abel Koontz al momento dell'omicidio di Lilly.
Veronica chiede scusa a Logan per averlo accusato ingiustamente: i due vanno a casa di Logan dove Aaron però ha organizzato una festa per il figlio invitando tutti i compagni, per dimostrare a Logan che ci tiene a lui. La relazione tra Logan e Veronica viene quindi scoperta.
Duncan se ne va e distrugge una macchina, arrabbiato per aver visto Logan e Veronica insieme e Meg capisce che Duncan ama ancora Veronica.
Logan confessa a Veronica di aver drogato Duncan, e che ora si sente la causa dello "stupro" di Veronica, che però decide di fidarsi di lui.
Ma Veronica scopre che c'è una telecamera sopra il letto della stanza di Logan, e si fa portare via da Weevil.
Tornata a casa trova suo padre e sua madre.
- Altri interpreti: Sam Huntington (Luke)

## La confessione
- Titolo originale: Leave it to Beaver
- Diretto da: Michael Fields
- Scritto da: Rob Thomas e Diane Ruggiero

### Trama
Keith è obbligato a lasciare Alicia per tenere unita la famiglia. Ben presto però si renderà conto dell'inutilità di questo gesto poiché la mamma di Veronica è scappata con tutti i soldi della famiglia. 
Jake dice a Duncan che l'hanno trovato con in braccio il cadavere di Lilly e che è stato lui a ucciderla durante un attacco. Per questo la famiglia Kane ha chiamato Clarence Widmen per aiutarli a "insabbiare" l'omicidio.
Keith riceve i risultati del test di paternità e ne comunica con gioia la positività a Veronica. 
Cassidy Casablancas (Beaver) si presenta da Veronica in seguito alla pubblicazione su un giornale delle prove raccolte da Keith sull'innocenza di Abel Koontz con delle informazioni che sembrano incolpare Logan, e Veronica convinta della sua colpevolezza lo lascia.
Dopo un'intrusione in casa Kane, Veronica trova in camera di Lilly un video in cui Aaron fa l'amore con la ragazza. Immagina che Lilly abbia scoperto il video e che abbia voluto renderlo pubblico e che quindi Aaron, non certo desideroso che la loro relazione venisse a galla, l'abbia uccisa. Veronica non può certo immaginare che il signor Echolls si sia nascosto nella sua macchina per ucciderla e rubarle i video; solo l'intervento di Keith porterà a un lieto fine e all'arresto dell'assassino di Lilly.